# Deep Blue Something
Deep Blue Something is een Amerikaanse rockband uit Denton (Texas).
Deep Blue Something bestaat uit de broers Todd en Toby Pipes en Kirk Tatom, Clay Bergus en John Kirtland. De band werd in 1991 opgericht en zijn eerste album, 11th Song, kwam datzelfde jaar uit. In de zomer van 1996 scoorde de band zijn grootste hit met Breakfast at Tiffany's, dat tot nummer 5 in de Billboard Hot 100 reikte. Het liedje was geïnspireerd op de film Roman Holiday, maar zanger Todd Pipes zag in Breakfast at Tiffany's, een andere film met Audrey Hepburn, een betere naamgever. Het album Home werd goud in de Verenigde Staten.
Het vervolgalbum Byzantium (1998) werd alleen buiten Amerika uitgebracht. In 2001 volgde de vooralsnog laatste cd, Deep Blue Something.

## Discografie

### Albums
| Album met eventuele hitnotering(en) in de Nederlandse Album Top 100 | Datum van verschijnen | Datum van binnenkomst | Hoogste positie | Aantal weken | Opmerkingen |
| ------------------------------------------------------------------- | --------------------- | --------------------- | --------------- | ------------ | ----------- |
| 11th Song                                                           | 1993                  | -                     |                 |              |             |
| Home                                                                | 1994                  | 03-08-1996            | 28              | 13           |             |
| Byzantium                                                           | 1998                  | -                     |                 |              |             |
| Deep Blue Something                                                 | 2001                  | -                     |                 |              |             |
| Byzantium                                                           | 2007                  | -                     |                 |              |             |

### Singles
| Single met eventuele hitnotering(en) in de Nederlandse Top 40 | Datum van verschijnen | Datum van binnenkomst | Hoogste positie | Aantal weken | Opmerkingen              |
| ------------------------------------------------------------- | --------------------- | --------------------- | --------------- | ------------ | ------------------------ |
| Breakfast at Tiffany's                                        | 1996                  | 20-07-1996            | 17              | 10           | #11 in de Single Top 100 |

| Single met hitnotering(en) in de Vlaamse Ultratop 50 | Datum van verschijnen | Datum van binnenkomst | Hoogste positie | Aantal weken | Opmerkingen |
| ---------------------------------------------------- | --------------------- | --------------------- | --------------- | ------------ | ----------- |
| Breakfast at Tiffany's                               | 1996                  | 31-08-1996            | 7               | 16           |             |

### NPO Radio 2 Top 2000
| Nummer met noteringen in de NPO Radio 2 Top 2000 | '07  | '08-'09 | '10  | '11  | '12  | '13  | '14  | '15  | '16  | '17 | '18  |
| ------------------------------------------------ | ---- | ------- | ---- | ---- | ---- | ---- | ---- | ---- | ---- | --- | ---- |
| Breakfast at Tiffany's                           | 1399 | -       | 1924 | 1635 | 1583 | 1450 | 1825 | 1651 | 1847 | -   | 1991 |

1. ↑  Een '-' betekent dat het nummer niet was genoteerd en een vetgedrukt getal geeft de hoogste notering aan.
2. ↑  2007 was het eerste jaar met een notering voor dit nummer.
3. ↑  Deze tabel is bijgewerkt tot en met de laatste editie (2024).